# Leptotarsus variceps
Leptotarsus variceps är en tvåvingeart som först beskrevs av Alexander 1935.  Leptotarsus variceps ingår i släktet Leptotarsus och familjen storharkrankar.
Artens utbredningsområde är Taiwan. Inga underarter finns listade i Catalogue of Life.